# Hāla
Hāla (... – Deccan, II secolo) è stato un poeta indiano.
Visse in India, nella regione del Deccan, nel I o II secolo d.C. Probabilmente fu un sovrano della dinastia Sātavāhana. La sua unica opera è un'antologia di settecento strofe intitolata  Sattasaī, che rappresenta il primo caso di raccolta poetica della letteratura dell'India antica a noi pervenuto. Sul suo esempio sono state in seguito composte antologie come quelle di Kālidāsa e di Amaruka.